# Zhonglou
Zhonglou (chinesisch: 钟楼区; Pinyin: Zhōnglóu Qū) ist ein chinesischer Stadtbezirk in der Provinz Jiangsu. Er gehört zum Verwaltungsgebiet der bezirksfreien Stadt Changzhou im Süden der Provinz. Er hat eine Fläche von 66,86 Quadratkilometern und zählt 505.762 Einwohner (Stand: Zensus 2010).

## Administrative Gliederung
Auf Gemeindeebene setzt sich der Stadtbezirk aus sieben Straßenvierteln zusammen. 